# Tarba
Tarba (en francès, Tarbes) és una ciutat d'Occitània, que és capital del departament dels Alts Pirineus, capital de sotsprefectura i de cantó, a la regió d'Occitània, i capital de la província històrica de Bigorra. Té poc més de 50.000 habitants, i està a 320 metres sobre el nivell del mar.

## Demografia
| Evolució de la població Cassini i INSEE |       |       |       |       |        |        |        |        |
| 1793                                    | 1800  | 1806  | 1821  | 1831  | 1836   | 1841   | 1846   | 1851   |
| 6 213                                   | 6 777 | 7 934 | 8 035 | 9 706 | 12 630 | 12 425 | 13 321 | 14 004 |

| 1856   | 1861   | 1866   | 1872   | 1876   | 1881   | 1886   | 1891   | 1896   |
| ------ | ------ | ------ | ------ | ------ | ------ | ------ | ------ | ------ |
| 14 743 | 14 768 | 14 658 | 18 555 | 21 293 | 23 273 | 25 146 | 25 087 | 24 197 |

| 1901   | 1906   | 1911   | 1921   | 1926   | 1931   | 1936   | 1946   | 1954   |
| ------ | ------ | ------ | ------ | ------ | ------ | ------ | ------ | ------ |
| 26 055 | 25 869 | 28 615 | 26 535 | 29 856 | 32 374 | 34 749 | 44 854 | 40 242 |

| 1962   | 1968   | 1975   | 1982   | 1990   | 1999   | 2006 | 2011 | 2016 |
| ------ | ------ | ------ | ------ | ------ | ------ | ---- | ---- | ---- |
| 46 600 | 55 375 | 54 897 | 51 422 | 47 566 | 46 275 | -    | -    | -    |

| 2019 | - | - | - | - | - | - | - | - |
| ---- | - | - | - | - | - | - | - | - |
| -    | - | - | - | - | - | - | - | - |

## Monuments

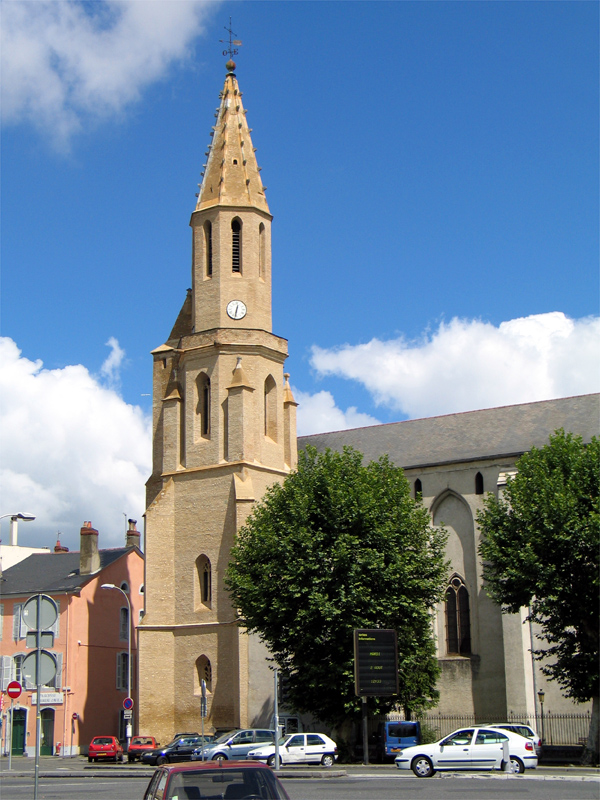
Església de Santa Teresa de Tarba

Hi destaca la catedral de Nostra Senyora. Té un gran parc anomenat Jardí Massey, i altres de menors (Parc Paul Chastelain, Parc Bel Air), una font monumental a la plaça del Marcadieu, i l'estàtua eqüestre del Mariscal Foch. Hi ha alguns museus (Museu Massey, que inclou el de Belles arts; el Museu de la resistència i la deportació; i la casa museu de Foch).

## Història
Vila establerta el segle iii aC, esdevingué colònia romana sota el nom de Tarba. Assolada el 840 pels normands, va ser reconstruïda pel bisbe de Bigorra o Tarba. Des del segle xii fou capital comtal del Comtat de Bigorra i més tard fou capital de senescalia. A l'edat mitjana la componien sis barris: la Seu, Carrera Llarga, Mauburguet, Burg Vell, Burg Nou i Burg Cranc. El 1569 la catedral fou incendiada pels protestants, però el bisbe la va reconstruir el 1652. Al segle xvii va patir els estralls de la pesta. El 1790 fou convertida en capital departamental. A Tarba va néixer el 1851 el mariscal Foch, comandant dels exèrcits aliats a la Primera Guerra Mundial.

## Administració
| Període     | Identitat          | Partit |
| ----------- | ------------------ | ------ |
| 1953-1959   | Marcel Billères    | SFIO   |
| 1959-1977   | Paul Boyrie        | RI     |
| 1977-1983   | Paul Chastellain   | PCF    |
| 1983-2001   | Raymond Erraçarret | PCF    |
| des de 2001 | Gérard Trémège     | UMP    |

## Personatges il·lustres
- Bertrand Barère de Vieuzac.
- Bernard Lapasset, president de la International Rugby Board.
- Théophile Gautier, escriptor.
- Ferdinand Foch, militar.
- Gilles Servat, poeta i músic occitano-bretó.
- Florian Cazenave, jugador de rugbi.